# Pumpenkunst in der Grube Furth
Die Pumpenkunst in der Grube Furth waren über Wasserräder angetriebene Pumpen und Gestänge zur Grubenentwässerung und Grubenfahrt an der  Wurm in der Stadt Würselen in der nordrhein-westfälischen Städteregion Aachen im Regierungsbezirk Köln.

## Geographie
Die Pumpenkunst in der Grube Furth hatte ihre Standorte an der Wurm in der Nähe unterhalb der Burg Wilhelmstein in der Stadt Würselen. Mehrere Wasserräder standen auf einer Höhe von ca. 120 m über NN. Oberhalb lag die Pumpenkunst in der Grube Ath, unterhalb befand sich die Pumpenkünste der Klosterrather Gruben.

## Gewässer
Die Wurm versorgte auf einer Flusslänge von 53 km zahlreiche Mühlen mit Wasser. Die Quelle der Wurm liegt südlich von Aachen bei 265 m über NN, die Mündung in die Rur ist bei der Ortschaft Kempen in der Stadt Heinsberg bei 32 m über NN. 

## Geschichte
In einer Karte des Markscheiders Städtler aus Eschweiler von 1789 sind auf der Höhe von Burg Wilhelmstein relativ dicht beieinander vier Pumpenkünste mit zusammen fünf Wasserrädern eingezeichnet. Die beiden südlichen gehörten zur Grube Ath, die im 16. Jh. entstand. Die nördlichen Wasserräder gehörten der Grube Furth. In dieser Grube hatte um 1550 die Kohleförderung begonnen. Bis um 1680 wurde die Grube noch mit Handpumpen entwässert. Dann begann man damit, Wasserräder für den Pumpenantrieb (Pumpenkunst) und für die Grubenfahrt (Fahrkunst) aufzustellen. Der damalige hohe technische Stand wurde bis zur Schließung der Grube im Jahre 1883/84 beibehalten, als andere Gruben längst mit Dampfmaschinen arbeiteten. Teile der Betriebsgebäude sind heute noch bewohnt.
Die Further Pumpenkunst galt als Sehenswürdigkeit und wurde von den Dörflern als Achtes Weltwunder bezeichnet und bestaunt. Bei dem Treffen von Monarchenkongress 1818 in Aachen haben Franz I. Kaiser von Österreich und sein russischer Amtskollege Alexander I Kaiser von Russland die Grubenanlagen eigens besucht.
Unter Kunst verstand man im Bergbau jede Art von Maschinen, die den Menschen die Arbeit abnahmen und erleichterten. So gab es für die Wasserhaltung in den Gruben die Pumpenkunst. Das waren Pumpen, die mit Wasserkraft angetrieben und über ein mehr oder weniger langes Feldgestänge bewegt wurden.

## Galerie

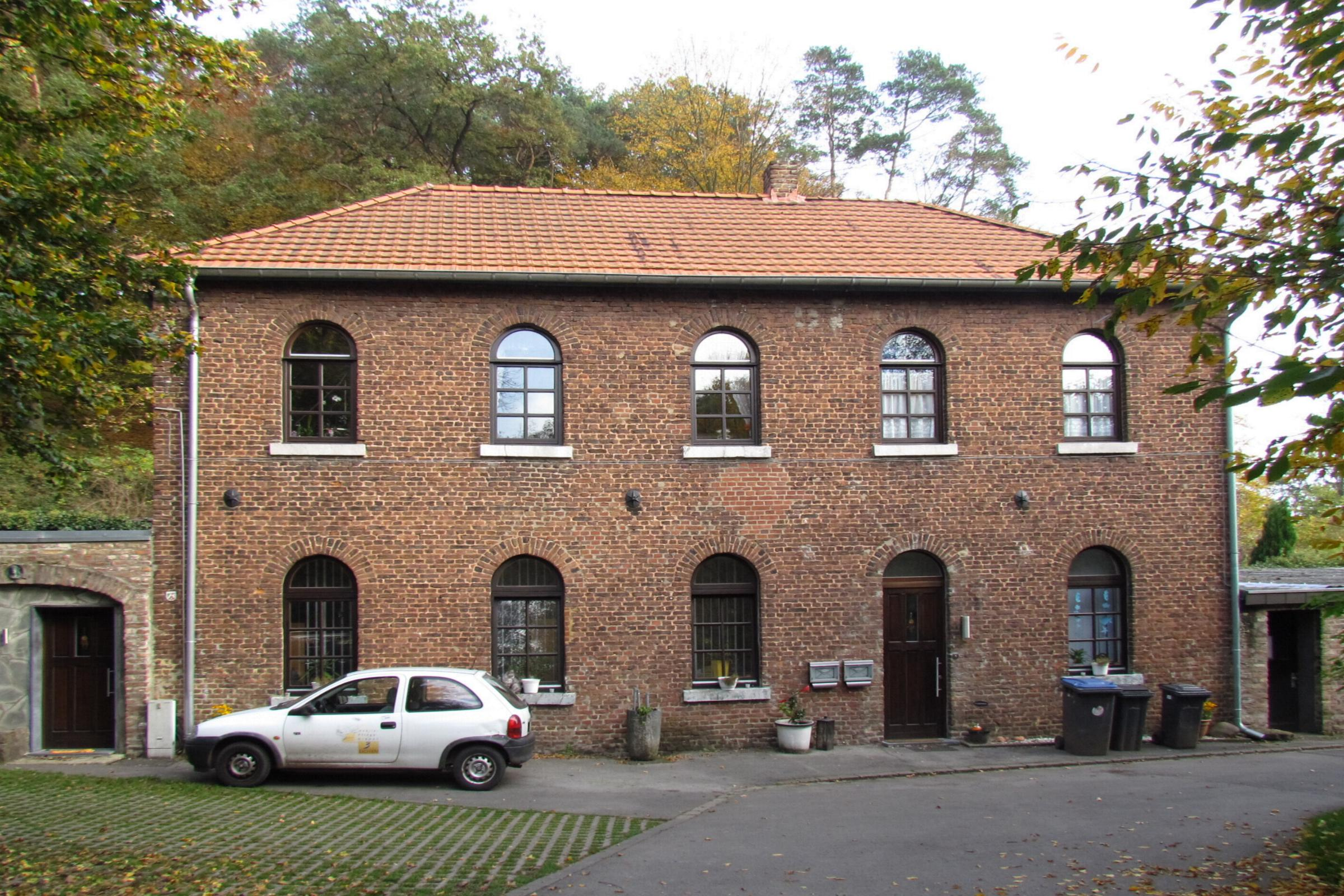
Bewohnter Gebäudeteil der Grube Furth
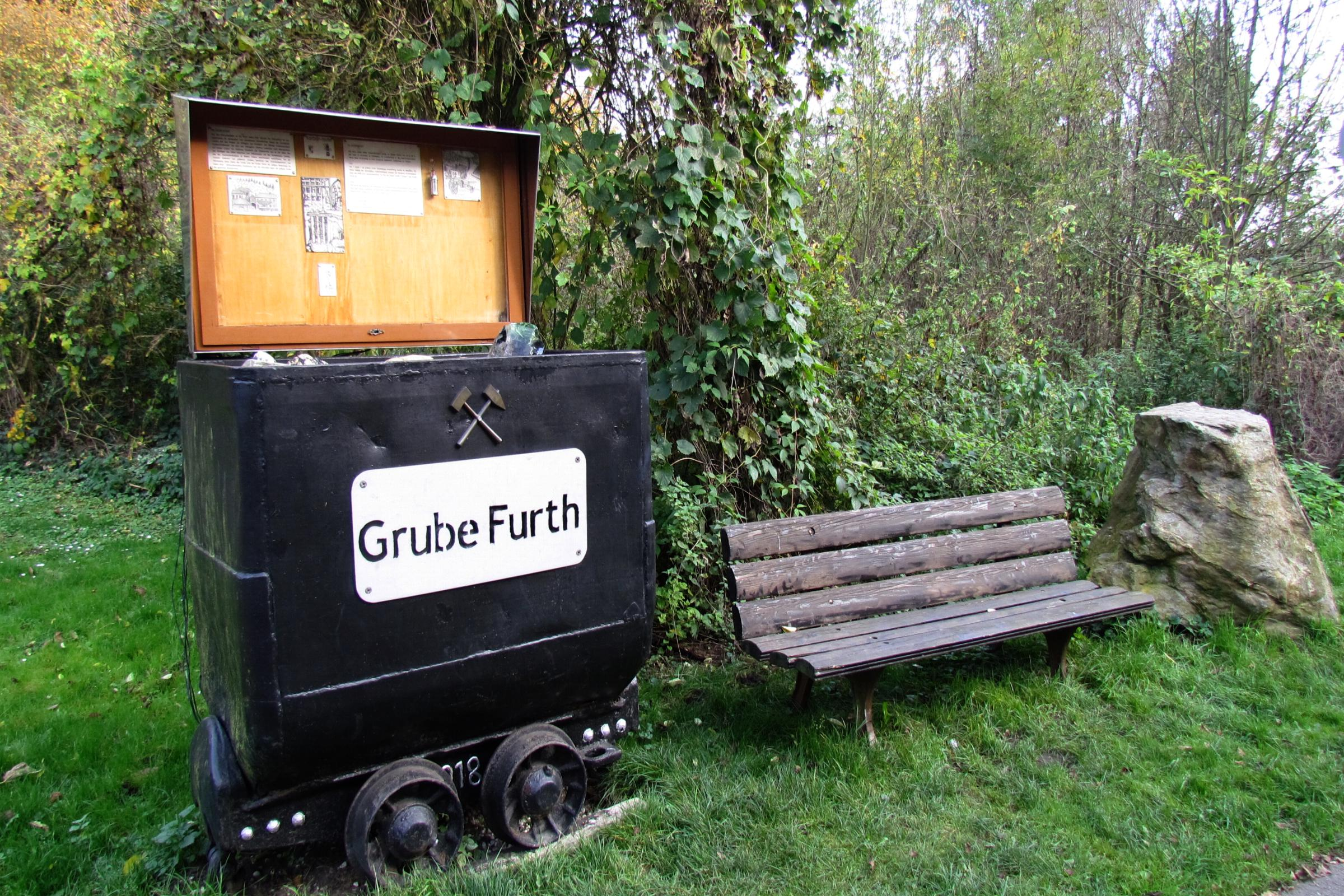
Erinnerungen an Alte Zeiten
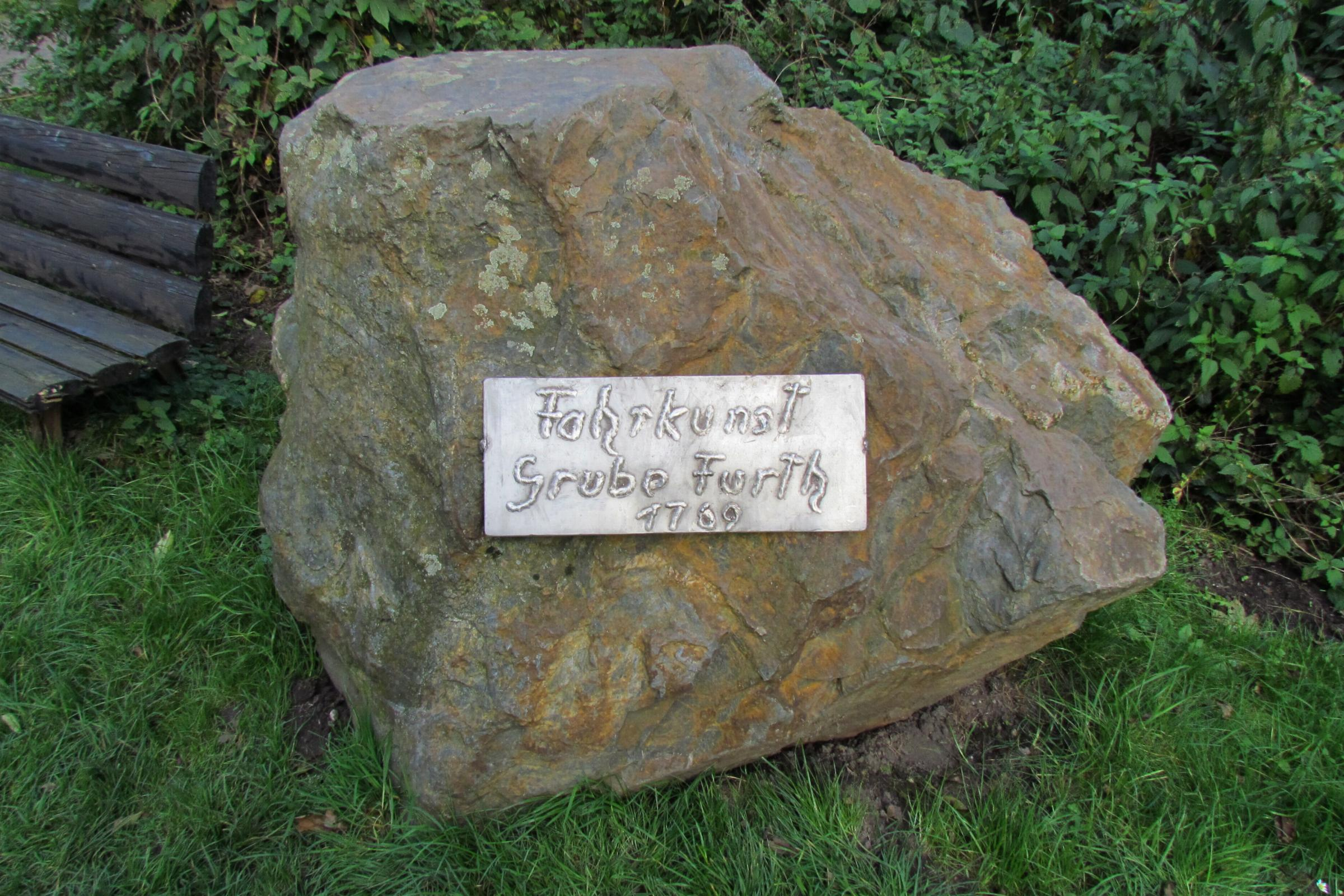
Der Gedenkstein erinnert an die Fahrkunst 1769
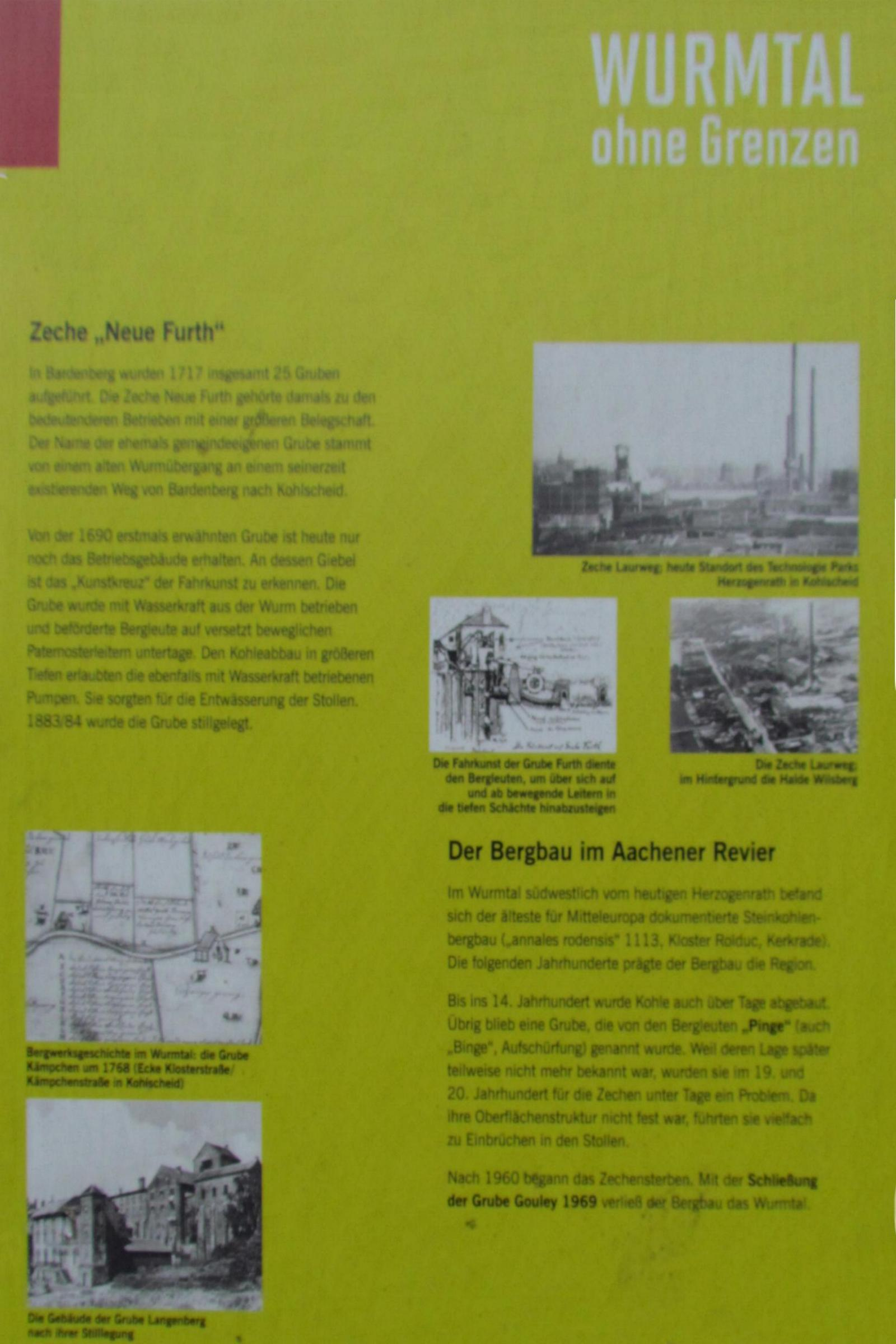
Infotafel über die Pumpenkunst
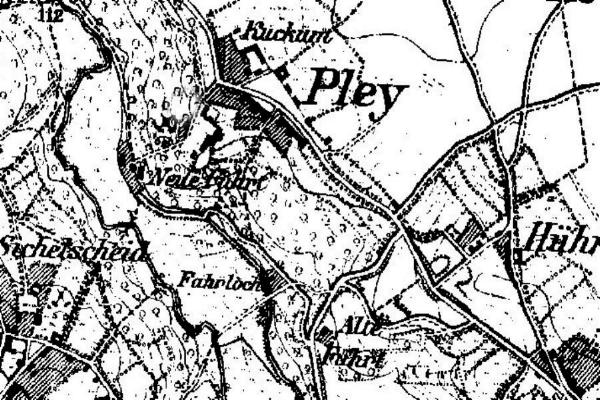
Gruben- und Mühlengebiet auf der Neuaufnahme 1892
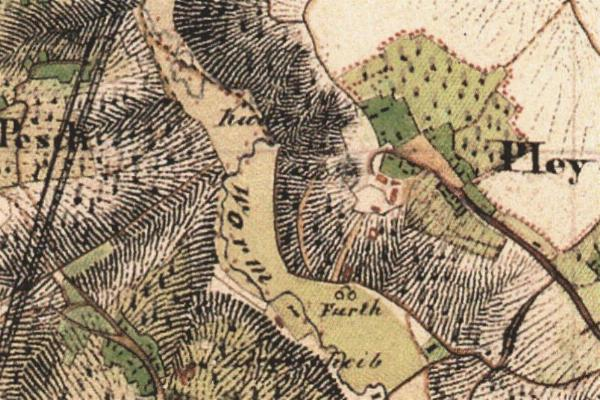
Gruben- und Mühlengebiete an der Burg Wilhelmstein auf der Uraufnahme 1846
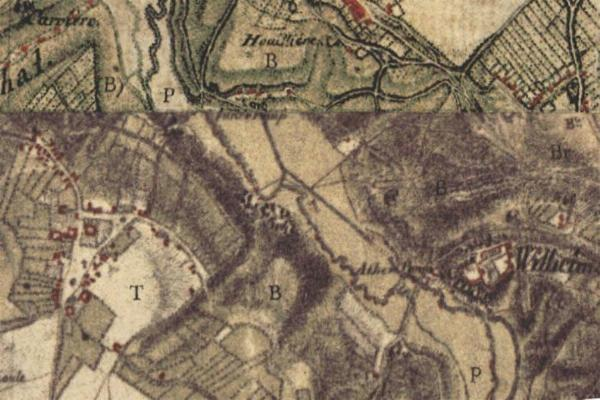
Grube Ath auf der Tranchotkarte 1805/07

→ Siehe auch Liste der Mühlen an der Wurm